# Stal Gorzów Wielkopolski
Stal Gorzów Wielkopolski er en polsk speedwayhold fra hovedestaden Gorzów Wielkopolski. Forekomme i landets bedste liga – Speedway Ekstraliga.

## Historie
Tekst mangler, hjælp os med at skrive teksten

## Speedwaykørere

### Nuværende bruttotrup
Oversigten er opdateret til og med 14. november 2022
| Nat.      | Navn               |
| --------- | ------------------ |
| Polen     | Mateusz Bartkowiak |
| Polen     | Oskar Fajfer       |
| Polen     | Oskar Hurysz       |
| Polen     | Wiktor Jasiński    |
| Danmark   | Sebastian Mayland  |
| Danmark   | Villads Nagel      |
| Danmark   | Andreas Olsen      |
| Polen     | Oskar Paluch       |
| Norge     | Mathias Pollestad  |
| Polen     | Oliwier Ralcewicz  |
| Finland   | Timi Salonen       |
| Polen     | Jakub Stojanowski  |
| Danmark   | Anders Thomsen     |
| Slovakiet | Martin Vaculík     |
| Polen     | Szymon Woźniak     |

#### Polen speedwaykørere
- Liste inkluderer kun speedwaykørere repræsentanter Polen medaljer VM og EM på speedwayhold.

| - Krzysztof Cegielski (1996–1999) - Adrian Cyfer (2010–2016) - Łukasz Cyran (2008–2013) - Ryszard Fabiszewski (1971–1982) - Tomasz Gapiński (2010, 2013–2016) - Tomasz Gollob (2008–2012) - Adrian Gomólski (2013) - Paweł Hlib (2002–2008, 2013) - Rune Holta (2008–2009) - Edward Jancarz (1965–1985) - Marian Kaiser (1950–1951) - Rafał Karczmarz (2014–2021) - Krzysztof Kasprzak (2012–2020) - Edmund Migoś (1956–1971) | - Artur Mroczka (2011–2012) - Bogusław Nowak (1970–1984) - Rafał Okoniewski (1999–2001, 2009) - Przemysław Pawlicki (2010, 2016–2017) - Zenon Plech (1970–1976) - Andrzej Pogorzelski (1963–1972) - Bolesław Proch (1977–1980) - Jerzy Rembas (1971–1990) - Mariusz Staszewski (1991–1997, 2001–2002) - Piotr Świst (1984–1997, 2000–2002) - Grzegorz Walasek (2018) - Szymon Woźniak (2018– ) - Bartosz Zmarzlik (2011–2022) |

#### Danske speedwaykørere
- Hans Andersen (2001, 2011)
- Marcus Birkemose (2020–2022)
- Kenneth Bjerre (2005)
- Kenneth Hansen (2008)
- Patrick Hansen (2022)
- Niels K. Iversen (2011–2017, 2020)
- Frederik Jakobsen (2019)
- Rasmus Jensen (2014–2015)
- Michael J. Jensen (2012, 2016)
- John Jørgensen (1999)
- Peter Kildemand (2019)
- Nikolai Klindt (2020–2021)
- Sebastian Mayland (2023– )
- Jesper B. Monberg (2002, 2007–2008)
- Villads Nagel (2023– )
- Andreas Olsen (2023– )
- Nicki Pedersen (2010–2011)
- Anders Thomsen (2019– )

#### Udenlandske speedwaykørere
- Liste inkluderer kun udenlandske speedwaykørere repræsentanter klubben i polsk liga.

| - Craig Boyce (2000) - Jason Crump (1994, 1996, 2000–2001) - Jack Holder (2020) - Jason Lyons (1996) - Sam Masters (2010–2012) - Bohumil Brhel (1992–1994) - Lukáš Dryml (2002) - Daniel Klíma (2022) - Joonas Kylmäkorpi (1999, 2006–2007) - Jari Mäkinen (2008–2009) - Timi Salonen (2022) - Olli Tyrväinen (1991) - Klaus Lausch (1991) - Erik Pudel (2007) - Erik Riss (2018–2020) - Einar Kyllingstad (1992) - Mathias Pollestad (2022) - Roman Poważny (1999) - Martin Vaculík (2017–2018, 2021) - Matej Žagar (2009–2012, 2014–2016) - Matej Ferjan (2007–2008) - Sebastian Bengtsson (2006) - Oliver Berntzon (2016) - Maksymilian Bogdanowicz (2015–2016, 2020) - Stefan Dannö (2001) - Daniel Davidsson (2017) - Simon Gustafsson (2010) | - Filip Hjelmland (2018–2020) - Kim Jansson (2006–2007) - Robert Johansson (2006) - Thomas H. Jonasson (2006–2009) - Andreas Jonsson (1999–2000) - Peter Karlsson (2008–2009) - Niklas Klingberg (2003, 2006–2007) - Peter Ljung (2018) - Mikael Max (2013) - Daniel Nermark (2003–2004, 2006, 2013) - Tony Olsson (1991) - Tony Rickardsson (1997–1998) - David Ruud (2006-2007, 2009–2010) - Linus Sundström (2013–2015, 2017–2018) - Mathias Thörnblom (2014) - Magnus Zetterström (2003–2004, 2007) - Billy Hamill (1994–1995) - Josh Larsen (1995) - Antal Kócsó (1991–1993) - Craig Cook (2014–2015) - Adam Ellis (2019) - Gary Havelock (1992–1993, 1996) - Mark Loram (2005) - Chris Louis (1995) - Anders Rowe (2022– ) - Joe Screen (2002) |